# 中濃攻略戦
中濃（美濃）攻略戦（ちゅうのう（みの）こうりゃくせん）は、永禄8年（1565年）から永禄9年（1566年）に織田軍（尾張）、斎藤軍（美濃）との間に行われた合戦である。

## 中濃攻略戦に至るまで

### 稲葉山城占拠
永禄7年（1564年）、斎藤家家臣の竹中重治と安藤守就が造反し、稲葉山城乗っ取りを行い斎藤龍興は城を捨てる。重治らは半年ほど城を占領した後、これを龍興に明け渡す。この時、織田信長から重治に城を明け渡すよう誘いがあったというが、重治はこれを拒否した。しかし、この出来事によって斎藤氏の衰退が明らかとなり、家臣らの離反が目立つようになる。信長は、以前西濃攻略中心からではなく中濃攻略戦を開始することとなった。

## 中濃攻略戦

### 加治田衆調略
永禄8年（1565年）には、美濃佐藤氏国人衆で美濃において有力勢力である美濃要所でもある加治田城（飛騨と郡上更に東濃への重要拠点）城主佐藤忠能・忠康父子と加治田軍（加治田衆）が梅村良澤の説得に応じ、丹羽長秀の内通工作の働きもあり、梅村良澤を使者として信長に寝返る。加治田衆の内通は、尾張統一、美濃攻略の礎となり、斎藤氏の弱体化に繋がった。

### 犬山城・烏峰城攻城戦
永禄8年（1565年）、斎藤氏と同盟の犬山城主織田信清攻略開始。本拠地を清洲城から小牧山城へ本拠を移しており、信長は尾張支配と同時に美濃中濃を攻めることによって、斎藤龍興の勢力をそぐ作戦を開始した。美濃へは森可成が初めに烏峰城（後の金山城）を攻略する。

### 鵜沼城攻城戦
伊木山城は織田軍が占領し、抑える。美濃方の最前線である鵜沼城攻めは、信長のまだ家臣になりたての木下秀吉に任せられる。鵜沼城主大沢次郎左衛門（大沢二郎左衛門）は、小さな合戦は行ったが、秀吉の説得を受け入れ開城する。

### 猿啄城攻城戦
信長は、犬山・栗栖に兵を進め着陣。城主多治見修理の守る猿啄城を攻める。多治見修理城主は攻城戦の防戦の末、織田軍を苦戦させたが、味方の援軍が来ず、丹羽長秀により水を断たれたため、もはやこれまでと一族と共に退去する。丹羽長秀の先方を勤めた河尻秀隆は信長が功績を賞し、以後の城主に任命する。勝利を祝い城の名を勝山城に改める。

## 中濃三城盟約
関城主長井道利が策を考え、堂洞城主岸信周と、加治田城（却敵城）佐藤忠能を佐藤紀伊守による中濃三城において同盟（中濃三城盟約）を結ぶ（この時、忠能の娘八重緑を岸信房の養女とし人質として送られた）。これにより、織田軍中濃攻略を阻止し、斎藤龍興本陣が駆けつけ、織田軍を一掃し、尾張侵攻まで目論む。

### 岸信周（岸一族）調略
信長本隊は兵を北へ進め、斎藤氏の豪勇であり、戦上手の岸信周が守る堂洞城を味方につけようと、金森長近を使者として説得するが、岸一族は中濃三同盟と斎藤氏と共に義の道を選び、拒否する。使者の眼前で信房の嫡子の首を刎ねたため、長近は「明日の戦でおめにかかろう。」としか言えず、堂洞城を退いた。信長は岸一族の豪勇を認め、味方にし、今後織田家の重鎮として取り立てたかったが、説得を諦め、堂洞城攻略を決意する（堂洞城は加治田城からわずか数キロの南にある）。

### 加治田・堂洞合戦（堂洞合戦）
中濃要害堂洞城で長井道利と岸信周は信長軍を堂洞城へ誘い込み、佐藤忠能の加治田衆と長井道利の関軍、援軍の斎藤龍興本陣により、壊滅を図る（加治田・堂洞合戦（堂洞合戦））。信長本隊は兵を北へ進め、岸信周が守る堂洞城を包囲する。しかし、佐藤忠能と加治田軍（加治田衆）が織田軍へ内通する。それを知った岸方は、人質の八重緑を串刺しにし、長尾丸に磔にする。その夜、加治田軍の古参である西村治郎兵衛が八重緑亡骸を岸方から闇討ちにより奪い取り、龍福寺へ葬る。
関城長井道利と堂洞城岸信周は逆に加治田城を包囲し、龍興軍率いる本陣が到着後に中濃要所である加治田城（加治田衆）を占拠する作戦に出る。信長は加治田衆から連絡があり、援軍の織田軍は直ちに信長自ら総大将として指揮し、堂洞城合戦に赴く。味方であり、藤原氏の一族である加治田衆が寝返った中、岸一族は、孤軍奮闘した。長井道利は織田軍の活発な動きにより軍が堂洞城へ達せず、本陣の龍興は後に参陣予定であった。堂洞城は多勢に無勢で力尽きたが、岸信周は18度も敵兵を追い返した後、本丸に引き奥方と共に自刃した。堂洞城は焼払われ落城後、廃城となる（後に加治田・兼山合戦において、森長可軍の本陣として使用される。現在でも天守付近より焼けた米が出土する）。

### 関・加治田合戦
斎藤道三の末子・斎藤利治が名目で堂洞城を攻略し、信長率いる織田軍は、加治田城御殿屋敷で一泊し、翌日岸方の首実検を行い、犬山へ帰陣した。その途中、長井道利率いる関軍と到着した斎藤龍興率いる本隊三千人以上織田軍に襲いかかった。信長軍は手勢七百人足らずで、岸軍の働きにより、怪我人や死傷者が出ていて戦える状態ではなかった。織田軍は広野へ退き、龍興と対陣。かかるようにみせかけて、怪我人を逃し、最後は自ら急ぎ引き上げた。斎藤軍は織田軍があっけなく退却したので、斎藤龍興本陣は岐阜城へ戻る。その後、長井道利は竜興援軍の一部と米田城城主肥田忠政と共にを率いて加治田城へ攻め寄せる構えをみせた。関・加治田合戦により加治田城攻城戦において大軍をもって長井道利ら関勢が加治田城へ斎藤軍援軍の一隊と共に、西側より一丸となって攻めてかかった。織田軍援軍の利治が総大将と加治田衆である湯浅新六の活躍により、優勢であった関軍（斎藤勢）は突き崩され敗退する。東からは肥田忠政が攻め寄せたが、関軍敗退後、佐藤忠能が天然の掘である川浦川の激戦を制し、肥田勢追い返し勝利した。利治の要請により加治田軍と織田軍は東・西・南から関城を直ちに攻め、長井道利はその後関城攻城戦において砦を謀略と伏兵で何とか防いだのだが、遂に龍興援軍が間に合わず退去し、関城を奪われ中濃地方も信長の勢力圏に入ることとなる。後に、西美濃三人衆も利治がいる織田軍に内通する。

## 中濃攻略後（合戦後）
- 岸一族は堂洞城で散ったが、岸信周の子・岸信清や岸信房の子・栄姫ら一族は生き残り繁栄する。岸信貞の子・岸新右衛門は森可成に仕える事となった。
- 織田軍が中濃攻略を行ったことにより、斎藤氏は東濃との連絡がつかなくなることと、武田氏との同盟も無意味になり、斎藤氏の勢力は西濃のみとなった。その西美濃でも斎藤氏に離反し、美濃三人衆（西美濃三人衆）は領土を安堵され、利治の家臣団となった。
- 肥田忠政は中濃攻略戦後、信長に降り領土安堵の末、利治家臣団与力に組み込まれた。
- 長井道利は中濃の支配が完全になくなり、龍興と共に美濃国から追われる事となる。
- 斎藤龍興は加治田衆の内通を筆頭に家臣に裏切られ、勢力が衰退し、岐阜城を織田軍に攻略され、滅亡（美濃国から脱出）した。
- 美濃斎藤氏は、信長の正室濃姫の実弟である斎藤利治が正式に認められ、継承する。兄の斎藤利堯も利治が加治田城留守居に任じ、後に信長・信忠に仕える事となる。
- 美濃佐藤氏も利治の親族衆となる。佐藤忠能の養子（正室・正室院）となり美濃国と飛騨国出入り口要所である二代目加治田城城主となり[1]、加治田衆家臣団も利治の親衛隊として仕えた。